# Ender Echenique
Ender Jesús Echenique Peña (Maracay, 2 aprile 2004) è un calciatore venezuelano, attaccante del FC Cincinnati.

## Caratteristiche tecniche
Ricopre il ruolo di ala destra.

## Carriera
Echenique è cresciuto nel settore giovanile dell'Aragua dove ha debuttato il 25 ottobre 2020 nell'incontro di Primera División pareggiato 2-2 contro il Metropolitanos. Ha segnato il suo primo gol il 24 luglio 2022 nel pareggio per 2-2 contro il Deportivo Lara.
Nel 2023 è stato acquistato a titolo definitivo dal Caracas.

## Statistiche
Statistiche aggiornate al 29 maggio 2024.

### Presenze e reti nei club
| Stagione        | Squadra         | Campionato      | Campionato | Campionato | Coppe nazionali | Coppe nazionali | Coppe nazionali | Coppe continentali | Coppe continentali | Coppe continentali | Altre coppe | Altre coppe | Altre coppe | Totale | Totale | Totale |
| Stagione        | Squadra         | Comp            | Pres       | Reti       | Comp            | Pres            | Reti            | Comp               | Pres               | Reti               | Comp        | Pres        | Reti        | Pres   | Reti   |        |
| --------------- | --------------- | --------------- | ---------- | ---------- | --------------- | --------------- | --------------- | ------------------ | ------------------ | ------------------ | ----------- | ----------- | ----------- | ------ | ------ | ------ |
| 2020            | Aragua          | PD              | 4          | 0          |                 | -               | -               |                    | -                  | -                  |             | -           | -           | 4      | 0      |        |
| 2021            | Aragua          | PD              | 4          | 0          |                 | -               | -               |                    | -                  | -                  |             | -           | -           | 4      | 0      |        |
| 2022            | Aragua          | PD              | 12         | 1          |                 | -               | -               |                    | -                  | -                  |             | -           | -           | 12     | 1      |        |
| 2023            | Caracas         | PD              | 23         | 3          |                 | -               | -               |                    | -                  | -                  |             | -           | -           | 23     | 3      |        |
| 2024            | Caracas         | PD              | 12         | 2          |                 | -               | -               | CL                 | 5                  | 1                  |             | -           | -           | 17     | 3      |        |
| Totale carriera | Totale carriera | Totale carriera | 55         | 6          |                 | -               | -               |                    | 5                  | 1                  |             | -           | -           | 60     | 7      |        |